# La Cerise sur le ghetto
Albums de Mafia K'1 Fry
Légendaire
(1999) Jusqu'à la mort
(2007)
La Cerise sur le ghetto est le premier album studio du collectif de rap français Mafia K'1 Fry, sorti le 28 avril 2003 chez Small/Hostile Records. L'album atteint la huitième place dans le classement des ventes en France, dans lequel il est resté vingt-et-une semaines. 
Il contient, entre autres, les titres Pour ceux et Balance, considérés comme des classiques du hip-hop français.

## Contexte
La majeure partie du collectif est présente sur ce projet. On retrouve Intouchable (Demon One et Dry), 113 (Rim'K, AP et Mokobé), Rohff, Karlito, Manu Key, Mista Flo, OGB, Teddy Corona, Popa Project et Jessy Money. Quant à Kery James, même s'il a officiellement quitté le collectif dont il était un des leaders, il participe néanmoins par amitié à un titre de l'album.
DJ Mehdi, principal architecte sonore du collectif pendant des années (113, Karlito et surtout Ideal J), est absent pour cause d'incompatibilités d'emploi du temps.
C'est principalement Jakus qui le « remplace », mais on trouve également quatre contributions du duo Frenesik (Rim'K et Mooch) et la participation du rappeur Zoxea, qui a composé le titre final. Par ailleurs, la coordination artistique (choix des musiques, structures des morceaux, etc.) a été principalement gérée par Manu Key et Karlito, qui avaient déjà réalisé de nombreux albums de membres de la Mafia K'1 Fry.

## Liste des pistes
| No  | Titre                   | Musique                  | Interprète(s)                                                                            | Durée |
| --- | ----------------------- | ------------------------ | ---------------------------------------------------------------------------------------- | ----- |
| 1.  | Intro                   | Jakus                    |                                                                                          | 1:36  |
| 2.  | Pour ceux               | Jakus                    | Karlito, Rim'K, OGB, Intouchable, Rohff, AP, Manu Key                                    | 6:09  |
| 3.  | C.B.R.                  | Frenesik                 | Karlito, Rim'K, Dry, AP, Rohff, Manu Key, Jessy Money, OGB                               | 5:46  |
| 4.  | Lourd                   | Doltz, Reego             | Rim'K, Dry, AP, Mista Flo, Teddy Corona, Rohff, Karlito                                  | 3:52  |
| 5.  | En bas des tours        | Jakus                    | Karlito, Manu Key, Rohff, OGB, Rim'K                                                     | 3:55  |
| 6.  | Story Mafia             | Jakus                    | AP, Rohff, Intouchable, Rim'K, Mista Flo, Manu Key, Jessy Money, OGB, Papou Popa Project | 4:27  |
| 7.  | Elle                    | Jakus                    | Karlito, Manu Key, Dry, Rohff, OGB                                                       | 4:34  |
| 8.  | Balance                 | Saïd Nabil               | Intouchable, Mista Flo, Teddy Corona, Rohff, AP                                          | 4:54  |
| 9.  | Liberta                 | Jakus                    | Intouchable, Mista Flo, Rohff, Selim du 94, Rim'K, Karlito                               | 3:52  |
| 10. | La cerise sur le ghetto | John                     | Intouchable, Rohff                                                                       | 5:52  |
| 11. | Official                | Doltz-Reego              | 113, Rohff, Lara                                                                         | 4:03  |
| 12. | L'État                  | Jakus                    | Rim'K, Rohff, Karlito, Demon One                                                         | 4:22  |
| 13. | Nuage de fumée 2        | Aymeric, Kery James (co) | Kery James                                                                               | 4:56  |
| 14. | Rabzouz                 | Frenesik                 | Rim'K, Demon One, OGB, Selim du 94                                                       | 4:13  |
| 15. | 'F.U.C.K. ton pote      | Frenesik-Tim Dog         | Rohff, Rim'K                                                                             | 3:22  |
| 16. | Rusé (La gamberge)      | Zoxea                    | Rim'K, Intouchable, AP, Karlito, Teddy Corona, Manu Key, Mista Flo, Papou Popa Project   | 5:24  |

## Classements
| Pays   | Meilleure position | Semaines classées |
| ------ | ------------------ | ----------------- |
| France | 8                  | 21                |

## Certifications
| Pays           | Certifications | Ventes certifiées |
| -------------- | -------------- | ----------------- |
| France (SNEP). | Or             | 250 000           |